# Lubicz (gmina)

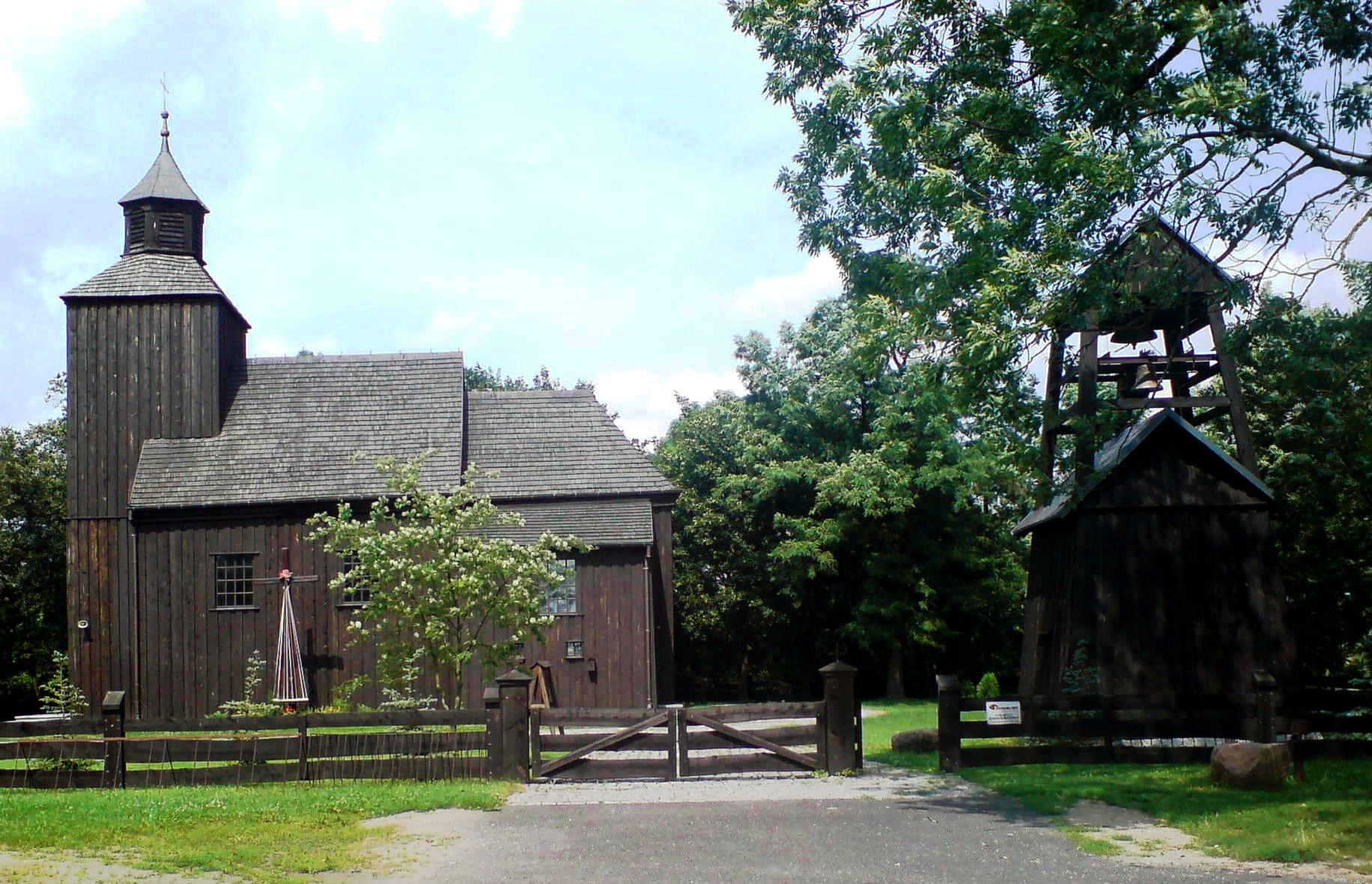
Kościół w Młyńcu Drugim.

Lubicz (do 1954 gmina Grębocin + gmina Złotoria) – gmina wiejska w Polsce położona w województwie kujawsko-pomorskim, w powiecie toruńskim. W latach 1975–1998 gmina administracyjnie należała do województwa toruńskiego.
Siedzibą gminy jest Lubicz Dolny.
Według danych z 31 grudnia 2014 r. gminę zamieszkiwało 19 247 osób. Natomiast według danych z 31 grudnia 2017 roku gminę zamieszkiwały 19 702 osoby.
Według danych z 31 grudnia 2019 roku gminę zamieszkiwało 20 181 osób.

## Struktura powierzchni
Według danych z roku 2002 gmina Lubicz ma obszar 106,03 km², w tym:
- użytki rolne: 69%
- użytki leśne: 18%

Gmina stanowi 8,62% powierzchni powiatu.

## Demografia
Dane z 31 grudnia 2017 roku:
| Opis                              | Ogółem | Ogółem | Kobiety | Kobiety | Mężczyźni | Mężczyźni |
| --------------------------------- | ------ | ------ | ------- | ------- | --------- | --------- |
| jednostka                         | osób   | %      | osób    | %       | osób      | %         |
| populacja                         | 19 702 | 100    | 9996    | 50,7    | 9706      | 49,3      |
| gęstość zaludnienia (mieszk./km²) | 184    | 184    | 93      | 93      | 91        | 91        |

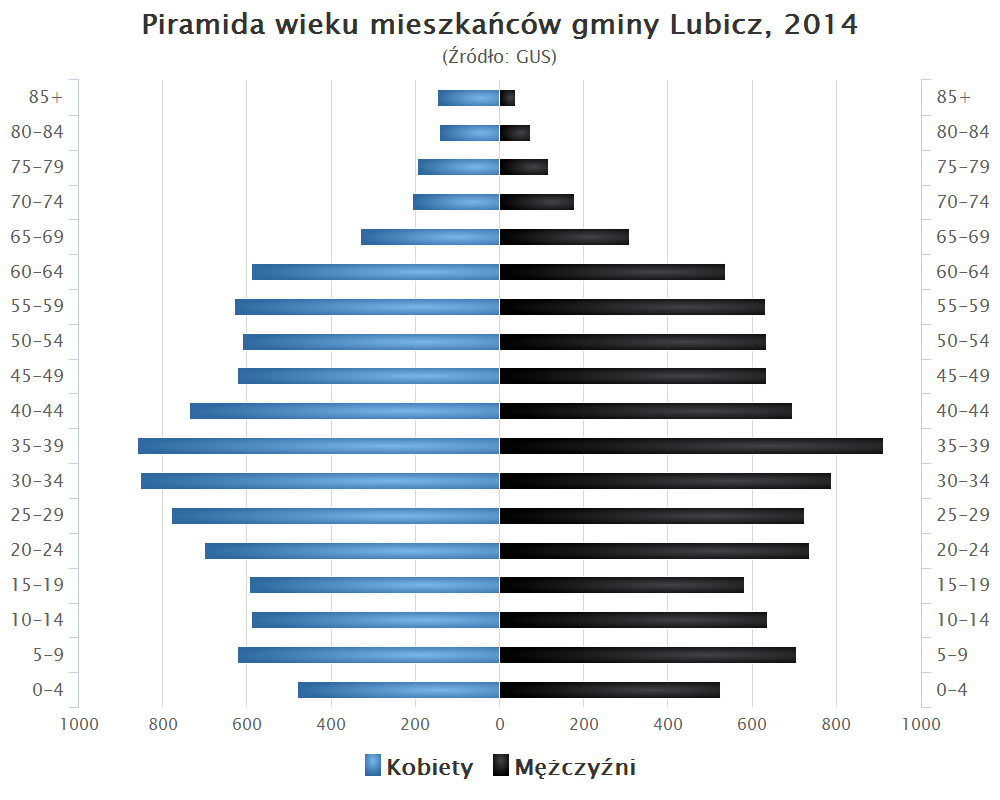
Piramida wieku mieszkańców gminy Lubicz w 2014 roku

Lubicz jest drugą, pod względem liczby ludności, gminą wiejską w województwie kujawsko-pomorskim. Nieznacznie większa jest tylko gmina Białe Błota.

## Historia
Gmina zbiorowa Lubicz – pod nazwą Amtsbezirk Leibisch – powstała po raz pierwszy 26 października 1940; została utworzona przez hitlerowców z części obszaru znoszonej przedwojennej gminy Bielawy (z drugiej części utworzono gminę Złotoria).
Po wojnie gminę Złotoria zachowano, natomiast gminę Lubicz przmianowano na gminę Grębocin. Gminę Grębocin zniesiono 29 września 1954 roku wraz z reformą wprowadzającą gromady w miejsce gmin.
Gmina Lubicz powstała ponownie 1 stycznia 1973 roku po reaktywowaniu gmin; jej obszar odpowiada obszarom powojennych gmin Grębocin i Złotoria, lub obszarowi przedwojennej gminy Bielawy.

## Zabytki
Wykaz zarejestrowanych zabytków nieruchomych na terenie gminy:
- kościół ewangelicki, obecnie nieużytkowany z wieżą z XIV w. i nawą z 1687 roku, w Grębocinie, nr A/377 z 30.04.1930 roku
- willa z początku XX w., przy ul. Dworcowej 64 w Grębocinie, nr A/229 z 04.11.1986 roku
- kościół parafii pod wezwaniem św. Mikołaja z XIV w. w Gronowie, nr A/356 z 13.07.1936 roku
- zespół pałacowy z XIX/XX w. w Gronowie, obejmujący: pałac (nr A/22 z 4.04.2000); park (nr A/459 z 14.12.1984)
- park dworski z XIX/XX w. w Gronówku, nr 493 z 09.09.1985 roku
- zespół dworski z końca XVIII w. w miejscowości Jedwabno, obejmujący: dwór; park z aleją kasztanową, nr A/247/1-2 z 07.06.1984 roku
- zespół młyński w Lubiczu Dolnym, przy ul. Młyńskiej 12, obejmujący: młyn z magazynami mąki i otrąb z lat 1917–1918; magazyn zbożowy z XIX/XX w.; willę dyrektora z lat 1909–1910; dom mieszkalny z 1920 roku, nr A/1405/1-4 z 29.01.2009 roku
- drewniany kościół parafii pod wezwaniem św. Ignacego Loyoli z pierwszej połowy XVIII w. w Młyńcu Drugim, nr 291/117 z 04.11.1952 roku
- kościół parafii pod wezwaniem Podwyższenia Krzyża Świętego z ok. 1300 roku w Rogowie, nr A/375 z 30.04.1930 roku
- zespół kościelny parafii pod wezwaniem św. Wojciecha w miejscowości Złotoria, obejmujący: kościół z 1906 roku; ogrodzenie z początku XX w.; kapliczkę na cmentarzu kościelnym z początku XX w., nr A/114/1-3 z 3.09.2003 roku
- ruiny zamku z drugiej połowy XIV w. w miejscowości Złotoria, nr A/152/68 z 22.08.1935 roku.

## Sołectwa
Gmina dzieli się na 17 sołectw:
Brzezinko, Brzeźno, Grabowiec, Grębocin, Gronowo, Jedwabno, Kopanino, Krobia, Dolny i Górny, Mierzynek, Młyniec Pierwszy, Młyniec Drugi, Nowa Wieś, Rogowo, Rogówko, Złotoria.
Miejscowości bez statusu sołectwa: Gronówko, Józefowo

## Sąsiednie gminy
Ciechocin, Kowalewo Pomorskie, Łysomice, Obrowo, Toruń, Wielka Nieszawka